# Schloss Ockstadt
Das Schloss Ockstadt (auch Burg Ockstadt, Schloss Frankenstein) ist ein stark befestigter Schlossbau des 15. Jahrhunderts in Ockstadt, einem Stadtteil von Friedberg im Wetteraukreis in Hessen.

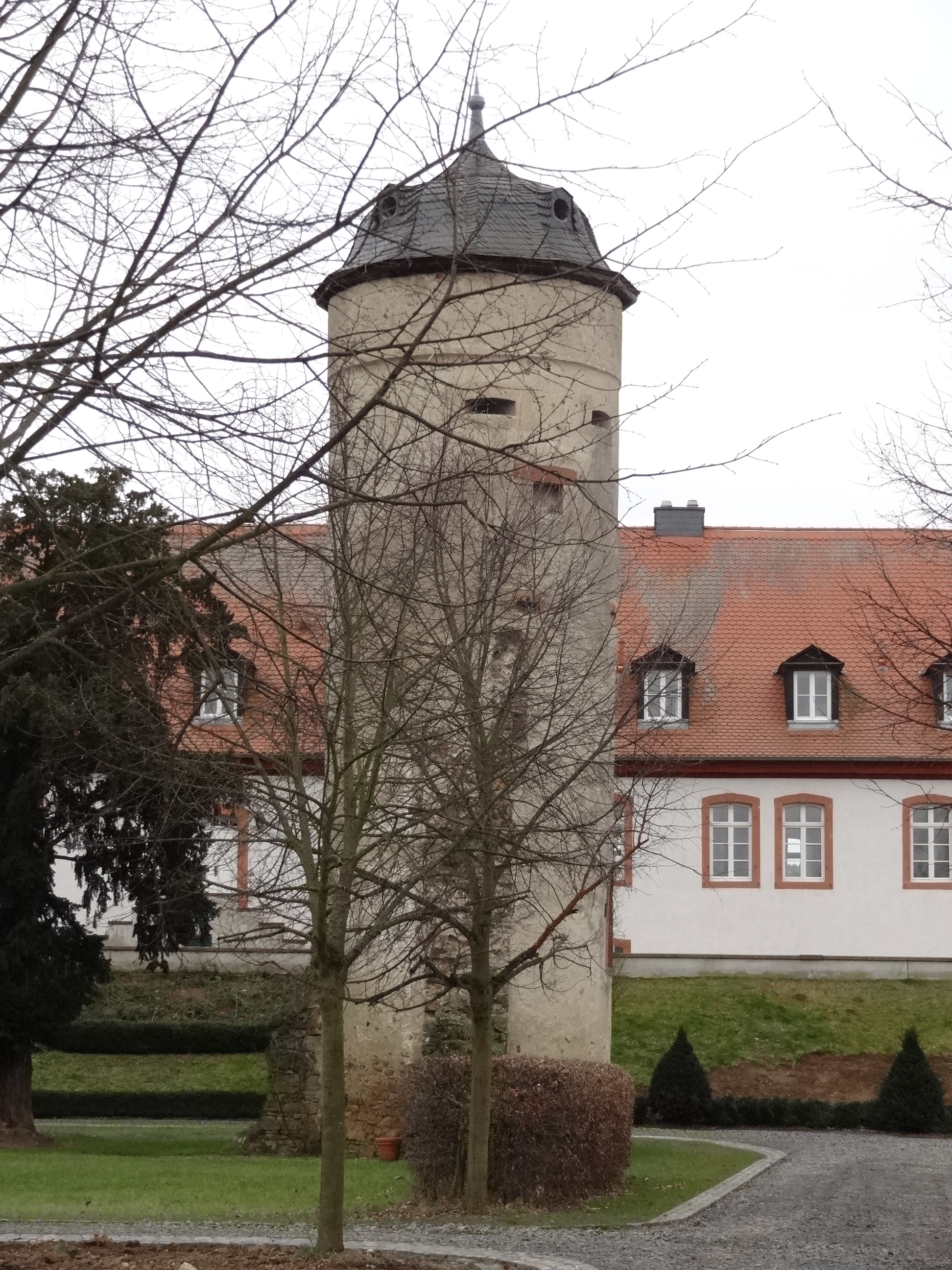
Schloss Ockstadt, Turm der Kernburg, im Hintergrund neuzeitliches Schlossgebäude

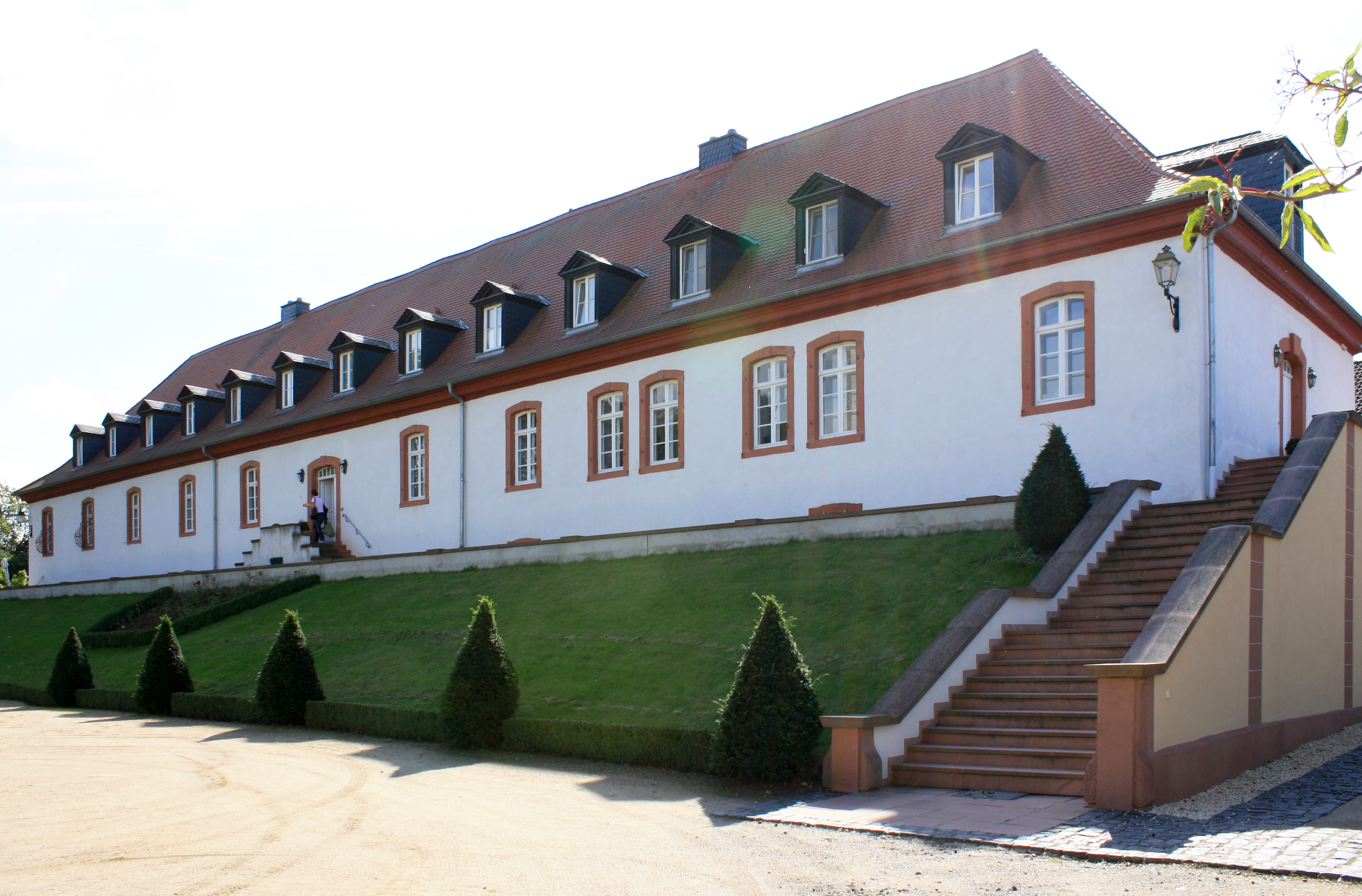
Neuzeitliches Schlossgebäude im SW der Kernburg

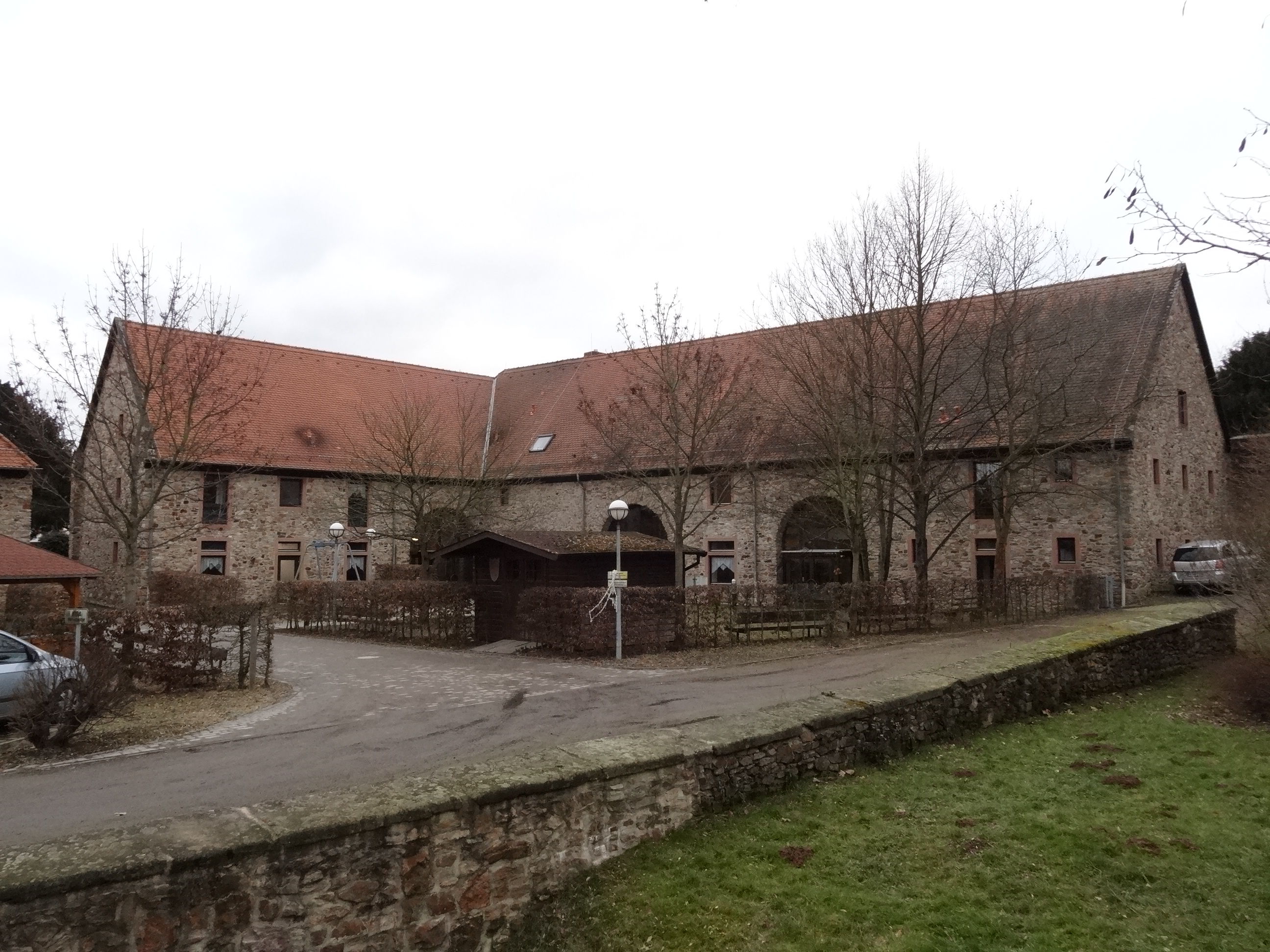
Blick in die Vorburg

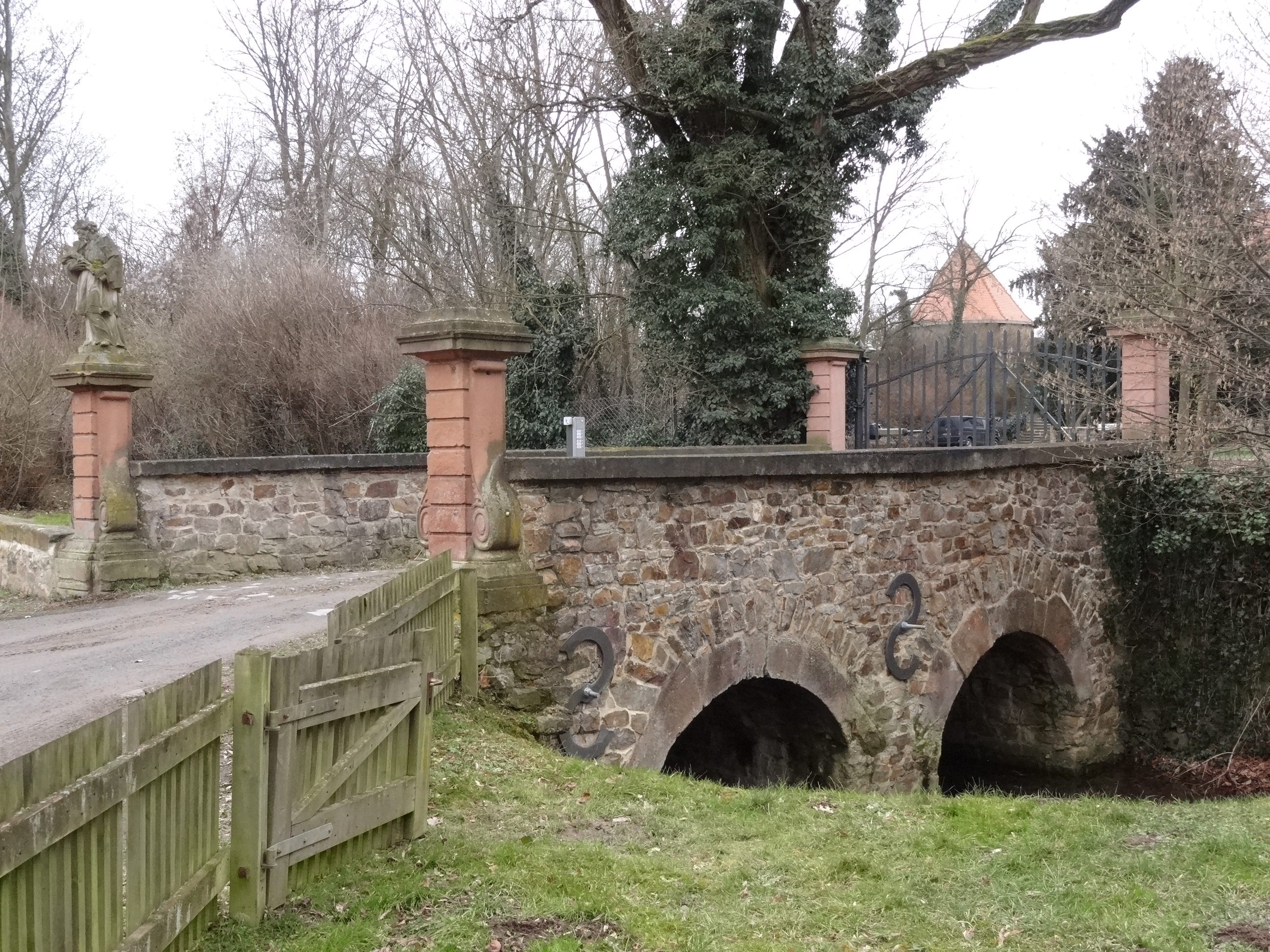
Brücke zwischen Vor- und Hauptburg

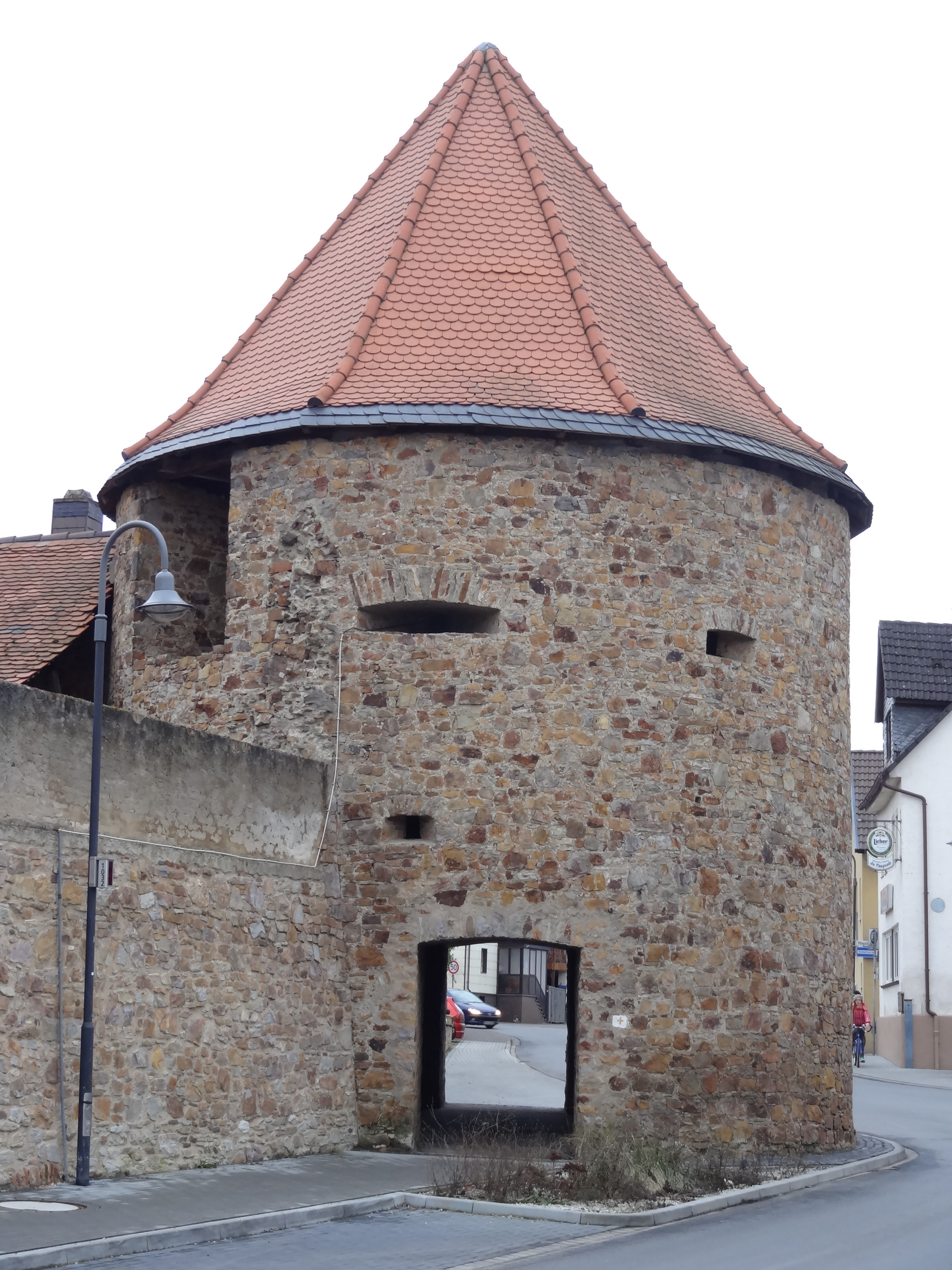
Nordwestlicher Rundturm der Kernburg

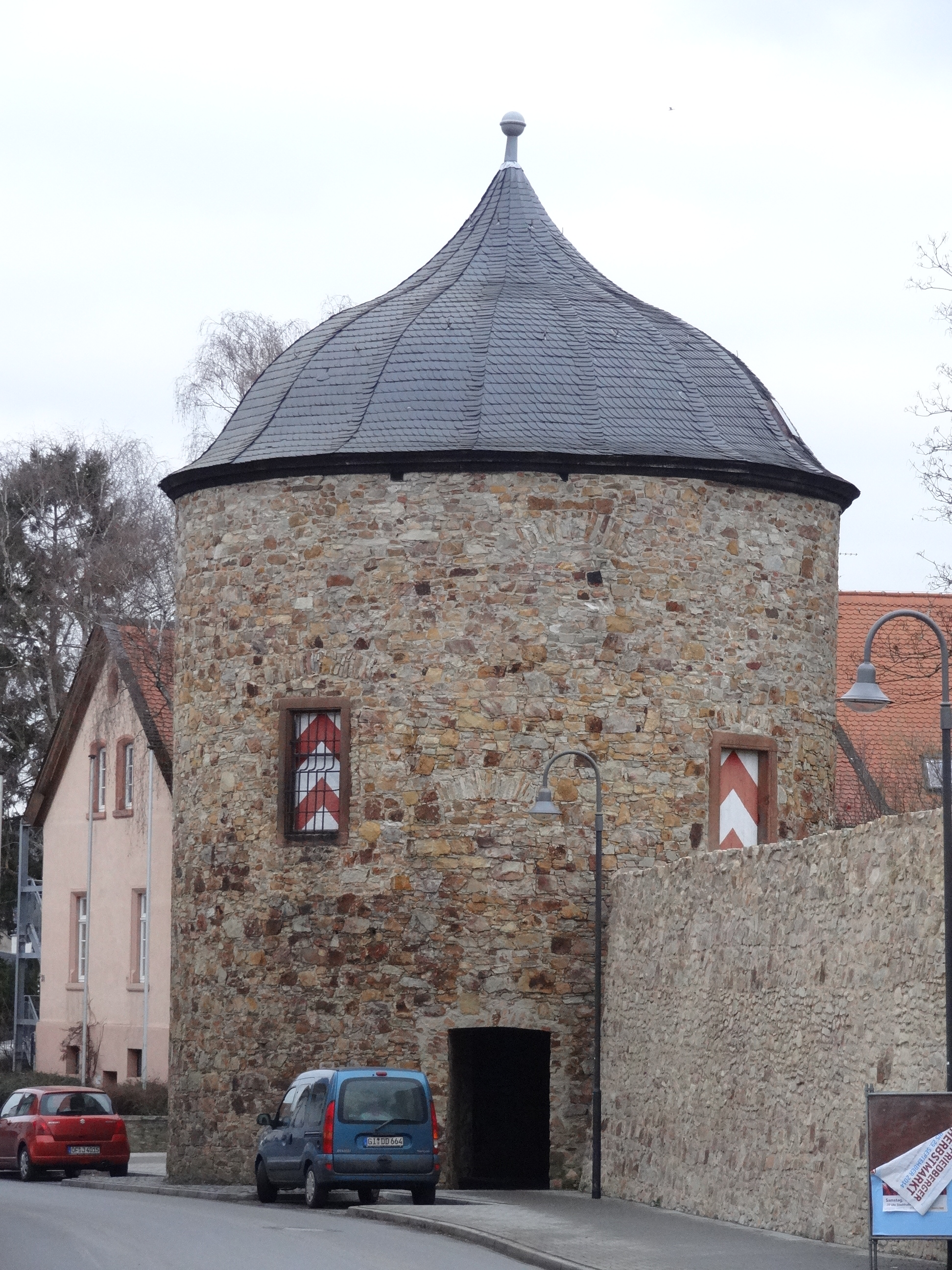
Nordöstlicher Rundturm der Kernburg

## Geschichte
Ockstadt wird erstmals 817 im Lorscher Codex als Huccenstat oder Hucgenstat  erwähnt, um 1222 als Okstat. Zunächst im Besitz der Herren oder Grafen von Cleeberg, kam der Ort an die Herren von Eppstein, seit mindestens 1374 ist Besitz der Herren von Cleen im Ort nachweisbar. 1386 wurde Konrad von Cleen von Pfalzgraf Ruprecht I. mit der Veste Ockstad samt Vorgeburg belehnt.
Gottfried von Cleen ließ ab 1490 eine neue Burg errichten, die eine ältere Anlage ersetzte. Im Jahr 1495 trug er sie König Maximilian zu Lehen auf, um sie sofort zurückzuerhalten. Nach dem Aussterben der Herren von Cleen mit Gottfrieds Enkel Franz 1521 fiel die Burg 1522 an Hans IV. von Frankenstein zu Sachsenhausen, der mit Gottfrieds Tochter Irmela von Cleen verheiratet war. Deren gemeinsamer Sohn Gottfried (1512–1567) ließ sich 1566 das Reichslehen durch Kaiser Maximilian II. bestätigen und begründete die Linie Frankenstein-Ockstadt. Durch den vollständigen Besitz Ockstadts seit 1525 hatten die Frankensteiner somit eine kleine, reichsunmittelbare Herrschaft aufgebaut. Im Dreißigjährigen Krieg soll es zu einer kurzen Belagerung der Burg gekommen sein, die aber keine Zerstörung zur Folge hatte. Die Befestigungsanlage war jedoch militärisch nutzlos geworden und verfiel in der folgenden Zeit.
Gottfried von Frankenstein ließ die Anlage in den Jahren 1714–1726 umbauen. Im Südwesten der Hauptburg entstand das langgestreckte Wohnhaus, auch die Wirtschaftsbauten der Vorburg entstammen dieser Bauphase (1714 bzw. 1726). 1741 entstand mit dem Torbau in der Nordmauer eine Zufahrt zur Kernburg, die zuvor nur über die östlich gelegene Vorburg zu erreichen war. Daneben nimmt seitdem das Brauhaus einen wesentlichen Teil der nördlichen Befestigung ein. Durch den Abbruch eines weiteren Nebengebäudes im Norden der Vorburg für den Bau des Forstamtes (1860) ist der dortige Verlauf der Befestigung weniger deutlich. Nachdem das Schloss ab 1765 nicht mehr von den Herren von Frankenstein bewohnt wurde, setzte ein Verfall ein. Die Herrschaft bestand bis 1806 und fiel dann an das Großherzogtum Hessen.
Im Zweiten Weltkrieg unterhielt der Vorgänger des Max-Planck-Instituts hier eine Forschungseinrichtung, wofür in den Südwestturm eine starke Betondecke eingezogen wurde. Ein Verkauf in Privatbesitz erfolgte 1976. Nach einigen Jahren des Verfalls präsentiert sich die Anlage heute wieder in renoviertem Zustand.

## Anlage
Die Burg gilt als bedeutendes Beispiel der Wehrarchitektur um 1500 und zeigt Ähnlichkeiten zu Bauten des landgräflich hessischen Baumeisters Hans Jakob von Ettlingen. Als landgräflicher Amtmann und durch eine Tätigkeit am Marburger Kanzleigericht 1490–96 dürfte Gottfried von Cleen diesen gut gekannt haben. Sie nimmt eine rechteckige bis leicht trapezförmige Form bei einer Größe von 140 × 80 m ein und gliedert sich in eine größere Hauptburg im Westen und eine kleinere Vorburg im Osten.
An mindestens drei Seiten war die Anlage von Gräben umgeben, die im Süden durch einen Bach gespeist wurden. Ob an der Nordseite, zum Ort Ockstadt hin ein Graben bestand, muss offen bleiben, da die dortige Bachgasse zwar im Namen darauf verweist, jedoch einen wesentlichen Teil des Durchgangsverkehrs aufnehmen musste. Die Gräben wurden wahrscheinlich im Zuge der Umgestaltung zu Beginn des 18. Jahrhunderts verfüllt. Im Süden der Anlage ist noch ein deutlich erkennbarer Wall erhalten, der den später verfüllten Graben vom dort vorbei führenden Leihgraben trennte.

### Hauptburg
Ältester Teil der Kernburg dürfte ein schlanker, zentral gelegener, heute frei stehender Rundturm sein, der gelegentlich als Bergfried angesprochen wird. Ein weiterer erhaltener Turmstumpf südlich von diesem sowie am vorhandenen Turm erkennbare Maueranschlüsse deuten darauf hin, dass er ehemals Teil einer rechteckigen oder quadratischen (älteren?) Kernburg in der Bauform einer Kastellburg war. Ein großer Teil der südwestlichen Befestigung der Hauptburg wird eingenommen von dem langgestreckten Schlossgebäude des frühen 18. Jahrhunderts. Der eher schlichte eingeschossige Bau befindet sich auf einer hohen Wallschüttung und besitzt ein Walmdach. An der Nordmauer angelehnt befindet sich das Brauhaus, ein ebenfalls eher einfacher kubischer Bau, der von einem Mansarddach bedeckt wird. Den Zugang von der Vor- zur Hauptburg bildet heute eine zweibogige Steinbrücke aus dem 18. Jahrhundert, auf deren Anfangspfeiler sich eine barocke Nepomuk-Statue befindet.

### Vorburg
Die gegenüber der Kernburg etwas kleinere Vorburg besaß ursprünglich an allen vier Seiten Tore, von denen heute noch das südliche erhalten ist. Die Mauer wurde erst nachträglich an die Ecktürme der Hauptburg angefügt und die Mauer 1714 und 1726 größtenteils mit scheunenartigen Gebäuden überbaut. Nach einer grundlegenden Renovierung befinden sich darin heute Behindertenheime. Von ehemals zwei Türmen der Vorburg hat sich der nördliche Rundturm erhalten und wurde in eines der Gebäude integriert.

### Befestigung
Die Hauptburg wird an den Ecken von vier in den Graben vorspringenden Rundtürmen mit 10 m Durchmesser geschützt. Auf der Südseite hatten sie drei Geschosse, wobei die unteren Geschosse heute durch den verfüllten Graben bedeckt sind. Auf der Nordseite ist die Situation durch eingefügte Fußgängerdurchbrüche unklar. Von den auf allen Seiten heute erkennbaren beiden Geschossen befinden sich oben abwechselnd kleine Maulscharten und Fenster in zurückgesetzten Schießnischen, im Untergeschoss große Schlitzmaulscharten. Kanäle über oder neben diesen sorgten für den Abzug des Rauchs. Schlitzmaulscharten besitzt auch der hohe Turm und der Turmstumpf in der Hauptburg, der hohe Turm zusätzlich solche in Form eines umgedrehten T, so dass auch diese zeitgleich mit der Befestigung zwischen 1480 und 1495 entstanden sein könnten.
Die Kurtinen zwischen diesen Türmen besaßen ebenfalls Maulscharten, allerdings wurden diese etwa zu Anfang des 16. Jahrhunderts vermauert, als an der Innenseite ein Wall angeschüttet wurde. Ähnliches ist auch in Babenhausen zu beobachten. Der Wall ist noch an zwei Seiten erhalten und besitzt einen Wallgang von 5 m Breite. Grund für diese nachträgliche Verstärkung gegen Artilleriebeschuss könnten Konflikte der Frankensteiner mit der zu dieser Zeit mehrheitlich reformierten Burggrafschaft Friedberg oder Landgraf Philipp I. von Hessen gewesen sein, weil die Frankensteiner am katholischen Glauben festhielten.
Ungeklärt ist die Zuordnung eines nördlich wenige Meter außerhalb der heutigen Burganlage gelegenen Turmstumpfes, der vielleicht zu einer älteren Anlage der Herren von Cleen gehörte.